# Danny Aiello
Danny Aiello (20. června 1933, New York – 12. prosince 2019) byl americký herec.
V roce 1981 získal cenu Emmy za televizní film Family of Strangers a nominaci na Oscara za výkon v roli Sala ve filmu Jednej správně. Dále hrál ve filmech Hudson Hawk, Leon nebo Nabít a zabít.